# نادي آلتون كوبري
نادي آلتون كوبري الرياضي هو فريق كرة قدم عراقي مقره في آلتون كوبري، كركوك، يلعب في الدوري العراقي الدرجة الثالثة.

## روابط خارجية
- نادي آلتون كوبري على Goalzz.com
- أندية العراق - تواريخ التأسيس